# Campionato Sammarinese 2012-2013
Il Campionato Sammarinese 2012-2013 è il 28º campionato di San Marino.
La stagione è iniziata il 14 settembre 2012 e si è conclusa il 27 maggio 2013. Il Tre Penne ha vinto il titolo per la seconda volta consecutiva.

## Fase a gironi

### Gruppo A
|  | Pos. | Squadra        | Pt | G  | V  | N | P  | GF | GS | DR  |
|  | ---- | -------------- | -- | -- | -- | - | -- | -- | -- | --- |
|  | 1.   | Libertas       | 45 | 20 | 13 | 6 | 1  | 36 | 13 | +23 |
|  | 2.   | La Fiorita     | 42 | 20 | 13 | 3 | 4  | 35 | 21 | +14 |
|  | 3.   | Murata         | 36 | 20 | 11 | 3 | 6  | 31 | 19 | +12 |
|  | 4.   | Cailungo       | 23 | 20 | 6  | 5 | 9  | 30 | 37 | -7  |
|  | 5.   | Faetano        | 21 | 20 | 5  | 6 | 9  | 20 | 26 | -6  |
|  | 6.   | Juvenes/Dogana | 18 | 20 | 5  | 3 | 12 | 24 | 36 | -12 |
|  | 7.   | Virtus         | 12 | 20 | 3  | 3 | 14 | 15 | 35 | -20 |

Legenda:

      Ammesse ai play-off scudetto

### Gruppo B
|                       | Pos. | Squadra      | Pt | G  | V  | N | P  | GF | GS | DR  |
| --------------------- | ---- | ------------ | -- | -- | -- | - | -- | -- | -- | --- |
|                       | 1.   | Folgore      | 39 | 21 | 10 | 9 | 2  | 25 | 17 | +8  |
| San Marino (bandiera) | 2.   | Tre Penne    | 35 | 21 | 11 | 2 | 8  | 24 | 18 | +6  |
|                       | 3.   | Cosmos       | 35 | 21 | 9  | 8 | 4  | 27 | 19 | +8  |
|                       | 4.   | Fiorentino   | 29 | 21 | 7  | 8 | 6  | 36 | 25 | +11 |
|                       | 5.   | San Giovanni | 27 | 21 | 6  | 9 | 6  | 35 | 39 | -4  |
|                       | 6.   | Domagnano    | 23 | 21 | 5  | 8 | 8  | 24 | 30 | -6  |
|                       | 7.   | Pennarossa   | 20 | 21 | 5  | 5 | 11 | 23 | 38 | -15 |
|                       | 8.   | Tre Fiori    | 17 | 21 | 5  | 2 | 14 | 22 | 34 | -12 |

Legenda:

      Ammesse ai play-off scudetto

## Risultati
Fonte: FSGC
| 1ª giornata             |           |
| 14-15-16 settembre 2012 | Risultato |
| San Giovanni-Cosmos     | 3-3       |
| Faetano-Cailungo        | 0-2       |
| Murata-Libertas         | 1-1       |
| Pennarossa-Folgore      | 2-2       |
| Tre Penne-Tre Fiori     | 2-0       |
| Fiorentino-Domagnano    | 3-3       |
| Virtus-La Fiorita       | 0-2       |
| Riposa: Juvenes/Dogana  |           |

| 6ª giornata             |           |
| 26-27-28 ottobre 2012   | Risultato |
| Faetano-Virtus          | 1-0       |
| Libertas–Juvenes/Dogana | 3-0       |
| Pennarossa-Cosmos       | 0-1       |
| Tre Fiori-Domagnano     | 4-1       |
| Fiorentino-Tre Penne    | 1-1       |
| La Fiorita-Cailungo     | 3-0       |
| San Giovanni-Folgore    | 3-3       |
| Riposa: Murata          |           |

| 11ª giornata          |           |
| 1-2 dicembre 2012     | Risultato |
| Tre Fiori-La Fiorita  | 2-2       |
| Folgore-Murata        | 1-0       |
| Libertas-San Giovanni | 3-3       |
| Tre Penne-Faetano     | 0-1       |
| Cosmos-Juvenes/Dogana | 0-1       |
| Domagnano-Cailungo    | 0-1       |
| Virtus-Pennarossa     | 1-2       |
| Riposa: Fiorentino    |           |

| 16ª giornata           |           |
| 16-17 febbraio 2013    | Risultato |
| La Fiorita-Virtus      | 2-1       |
| Libertas-Murata        | 1-0       |
| Tre Fiori-Tre Penne    | 0-1       |
| Domagnano-Fiorentino   | 2-2       |
| Cosmos-San Giovanni    | 1-1       |
| Cailungo-Faetano       | 1-4       |
| Folgore-Pennarossa     | 1-0       |
| Riposa: Juvenes/Dogana |           |

| 21ª giornata            |           |
| 6-7 aprile 2013         | Risultato |
| Domagnano-Tre Fiori     | 3-0       |
| Cailungo-La Fiorita     | 2-3       |
| Folgore-San Giovanni    | 2-0       |
| Tre Penne-Fiorentino    | 1-0       |
| Cosmos-Pennarossa       | 1-1       |
| Juvenes/Dogana-Libertas | 2-3       |
| Virtus-Faetano          | 0-0       |
| Riposa: Murata          |           |

| 2ª giornata             |           |
| 21-22-23 settembre 2012 | Risultato |
| Domagnano-Tre Penne     | 0-0       |
| La Fiorita-Faetano      | 1-1       |
| Tre Fiori-Cosmos        | 1-2       |
| Folgore-Fiorentino      | 1-1       |
| Juvenes/Dogana-Murata   | 1-3       |
| Libertas-Cailungo       | 6-1       |
| Pennarossa-San Giovanni | 3-5       |
| Riposa: Virtus          |           |

| 7ª giornata            |           |
| 2-3-4 novembre 2012    | Risultato |
| Murata-La Fiorita      | 2-1       |
| Tre Penne-Pennarossa   | 4-1       |
| Cosmos-Fiorentino      | 1-1       |
| Folgore-Domagnano      | 0-0       |
| Juvenes/Dogana-Faetano | 2-1       |
| San Giovanni-Tre Fiori | 1-2       |
| Virtus-Libertas        | 0-1       |
| Riposa: Cailungo       |           |

| 12ª giornata             |           |
| 8-9 dicembre 2012        | Risultato |
| Murata-Domagnano         | 3-0       |
| Virtus-Cosmos            | 1-4       |
| Juvenes/Dogana-Tre Penne | 1-0       |
| Cailungo-San Giovanni    | 2-2       |
| Faetano-Tre Fiori        | 2-0       |
| Fiorentino-Libertas      | 1-3       |
| La Fiorita-Folgore       | 0-0       |
| Riposa: Pennarossa       |           |

| 17ª giornata            |           |
| 12-13 marzo 2013        | Risultato |
| Cailungo-Libertas       | 1-2       |
| San Giovanni-Pennarossa | 1-1       |
| Faetano-La Fiorita      | 1-2       |
| Murata-Juvenes/Dogana   | 5-3       |
| Fiorentino-Folgore      | 1-1       |
| Cosmos-Tre Fiori        | 1-0       |
| Tre Penne-Domagnano     | 1-0       |
| Riposa: Virtus          |           |

| 22ª giornata           |           |
| 13-14 aprile 2013      | Risultato |
| Libertas-Virtus        | 1-0       |
| Faetano-Juvenes/Dogana | 2-4       |
| la Fiorita-Murata      | 1-0       |
| Pennarossa-Tre Penne   | 2-0       |
| Tre Fiori-San Giovanni | 2-3       |
| Domagnano-Folgore      | 2-2       |
| Fiorentino-Cosmos      | 1-2       |
| Riposa: Cailungo       |           |

| 3ª giornata             |           |
| 28-29-30 settembre 2012 | Risultato |
| Cailungo-Juvenes/Dogana | 2-2       |
| Murata-Virtus           | 2-1       |
| Fiorentino-Pennarossa   | 2-0       |
| San Giovanni-Domagnano  | 3-1       |
| Tre Fiori-Folgore       | 1-2       |
| Faetano-Libertas        | 0-3       |
| Cosmos-Tre Penne        | 1-2       |
| Riposa: La Fiorita      |           |

| 8ª giornata              |           |
| 9-10-11 novembre 2012    | Risultato |
| Libertas-Folgore         | 0-0       |
| Domagnano-Juvenes/Dogana | 2-1       |
| Tre Penne-Virtus         | 1-0       |
| San Giovanni-Faetano     | 1-1       |
| La Fiorita-Fiorentino    | 2-1       |
| Cailungo-Cosmos          | 3-3       |
| Pennarossa-Murata        | 0-5       |
| Riposa: Tre Fiori        |           |

| 13ª giornata             |           |
| 15-16 dicembre 2012      | Risultato |
| Cosmos-Libertas          | 0-0       |
| Folgore-Faetano          | 2-1       |
| Tre Fiori-Juvenes/Dogana | 0-0       |
| Fiorentino-Virtus        | 4-0       |
| San Giovanni-Murata      | 1-0       |
| Pennarossa-La Fiorita    | 2-4       |
| Tre Penne-Cailungo       | 1-0       |
| Riposa: Domagnano        |           |

| 18ª giornata            |           |
| 1-2 marzo 2013          | Risultato |
| Folgore-Tre Fiori       | 0-3       |
| Tre Penne-Cosmos        | 2-0       |
| Libertas-Faetano        | 2-0       |
| Juvenes/Dogana-Cailungo | 1-3       |
| Virtus-Murata           | 1-0       |
| Pennarossa-Fiorentino   | 1-4       |
| Domagnano-San Giovanni  | 2-1       |
| Riposa: La Fiorita      |           |

| 4ª giornata             |           |
| 6-7 ottobre 2012        | Risultato |
| Pennarossa-Tre Fiori    | 1-0       |
| Folgore-Tre Penne       | 1-0       |
| San Giovanni-Fiorentino | 1-1       |
| Libertas-La Fiorita     | 0-1       |
| Domagnano-Cosmos        | 0-2       |
| Virtus-Juvenes/Dogana   | 0-0       |
| Murata-Cailungo         | 0-0       |
| Riposa: Faetano         |           |

| 9ª giornata            |           |
| 17-18 novembre 2012    | Risultato |
| La Fiorita-Tre Penne   | 3-1       |
| Cailungo-Pennarossa    | 1-2       |
| Fiorentino-Murata      | 1-2       |
| Faetano-Cosmos         | 0-0       |
| Virtus-Domagnano       | 0-2       |
| Tre Fiori-Libertas     | 1-2       |
| Juvenes/Dogana-Folgore | 0-1       |
| Riposa: San Giovanni   |           |

| 14ª giornata              |           |
| 2-3 febbraio 2013         | Risultato |
| Faetano-Pennarossa        | 2-1       |
| Tre Fiori-Cailungo        | 0-3       |
| La Fiorita-Domagnano      | 3-2       |
| Murata-Cosmos             | 1-1       |
| Juvenes/Dogana-Fiorentino | 0-1       |
| Tre Penne-Libertas        | 1-3       |
| Virtus-San Giovanni       | 0-0       |
| Riposa: Folgore           |           |

| 19ª giornata            |           |
| 16-17 marzo 2013        | Risultato |
| Cosmos-Domagnano        | 1-0       |
| Cailungo-Murata         | 2-0       |
| Juvenes/Dogana-Virtus   | 1-2       |
| Fiorentino-San Giovanni | 4-0       |
| La Fiorita-Libertas     | 0-1       |
| Tre Penne-Folgore       | 1-2       |
| Tre Fiori-Pennarossa    | 0-2       |
| Riposa: Faetano         |           |

| 5ª giornata               |           |
| 19-20-21 ottobre 2012     | Risultato |
| Tre Fiori-Fiorentino      | 1-0       |
| Juvenes/Dogana-La Fiorita | 0-2       |
| Tre Penne-San Giovanni    | 2-0       |
| Cailungo-Virtus           | 0-1       |
| Faetano-Murata            | 1-2       |
| Domagnano-Pennarossa      | 0-0       |
| Cosmos-Folgore            | 1-0       |
| Riposa: Libertas          |           |

| 10ª giornata              |           |
| 24-25 novembre 2012       | Risultato |
| Folgore-Cailungo          | 0-0       |
| Juvenes/Dogana-Pennarossa | 1-0       |
| Tre Fiori-Virtus          | 4-2       |
| Domagnano-Libertas        | 1-1       |
| Murata-Tre Penne          | 2-1       |
| San Giovanni-La Fiorita   | 2-1       |
| Faetano-Fiorentino        | 1-1       |
| Riposa: Cosmos            |           |

| 15ª giornata                |           |
| 9-10 febbraio 2013          | Risultato |
| San Giovanni-Juvenes/Dogana | 4-3       |
| Libertas-Pennarossa         | 0-0       |
| Fiorentino-Cailungo         | 3-1       |
| Folgore-Virtus              | 3-1       |
| Tre Fiori-Murata            | 0-1       |
| La Fiorita-Cosmos           | 0-2       |
| Domagnano-Faetano           | 0-0       |
| Riposa: Tre Penne           |           |

| 20ª giornata              |           |
| 29 marzo 2013             | Risultato |
| Pennarossa-Domagnano      | 2-3       |
| Folgore-Cosmos            | 1-0       |
| Fiorentino-Tre Fiori      | 3-1       |
| Murata-Faetano            | 2-1       |
| Tre Penne-San Giovanni    | 2-0       |
| Virtus-Cailungo           | 4-5       |
| La Fiorita-Juvenes/Dogana | 2-1       |
| Riposa: Libertas          |           |

## Play-off
Viene utilizzato il formato della doppia eliminazione. Le vincenti di ogni gara seguono la linea a destra mentre le perdenti seguono la linea verso il basso.
|  |            |            |        |       |                  |                  |                  |                  |   |           |           |           |           |   |  |            |            |            |   |  |  |           |           |       |  |  |  |  |  |  |
|  | La Fiorita | La Fiorita | 1 (6)  |       |                  |                  |                  |                  |   |           | Libertas  | Libertas  | 2         |   |  |            |            |            |   |  |  |           |           |       |  |  |  |  |  |  |
|  | Cosmos     | Cosmos     | 1 (5)  |       | Folgore/Falciano | Folgore/Falciano | 0                |                  |   | Libertas  | Libertas  | 1         |           |   |  |            |            |            |   |  |  |           |           |       |  |  |  |  |  |  |
|  |            |            |        |       |                  | La Fiorita       | La Fiorita       | 1 (5)            |   |           |           |           |           |   |  | La Fiorita | La Fiorita | 0          |   |  |  |           |           |       |  |  |  |  |  |  |
|  |            | Murata     | Murata | 1 (3) |                  |                  |                  |                  |   |           |           |           |           |   |  |            |            |            |   |  |  | Libertas  | Libertas  | 0 (3) |  |  |  |  |  |  |
|  |            |            |        |       |                  |                  |                  |                  |   |           |           |           |           |   |  |            | La Fiorita | La Fiorita | 0 |  |  | Tre Penne | Tre Penne | 0 (5) |  |  |  |  |  |  |
|  |            |            |        |       |                  |                  | Folgore/Falciano | Folgore/Falciano | 0 |           |           | Tre Penne | Tre Penne | 1 |  |            |            |            |   |  |  |           |           |       |  |  |  |  |  |  |
|  |            | Murata     | Murata | 0     |                  |                  | Tre Penne        | Tre Penne        | 2 |           |           |           |           |   |  |            |            |            |   |  |  |           |           |       |  |  |  |  |  |  |
|  |            |            |        |       | Cosmos           | Cosmos           | 0 (3)            |                  |   | Tre Penne | Tre Penne | 2         |           |   |  |            |            |            |   |  |  |           |           |       |  |  |  |  |  |  |
|  |            |            |        |       | Tre Penne        | Tre Penne        | 0 (4)            |                  |   |           |           |           |           |   |  |            |            |            |   |  |  |           |           |       |  |  |  |  |  |  |
|  | Tre Penne  | Tre Penne  | 1      |       |                  |                  |                  |                  |   |           |           |           |           |   |  |            |            |            |   |  |  |           |           |       |  |  |  |  |  |  |
|  | Murata     | Murata     | 2      |       |                  |                  |                  |                  |   |           |           |           |           |   |  |            |            |            |   |  |  |           |           |       |  |  |  |  |  |  |

### Primo turno
Si affrontano le seconde e le terze classificate dei due gironi.
| Arbitro: | Fabrizio Perotto |

|             |                      |               |
| Rinaldi 93’ | Marcatori            | 92’ Lazzarini |
|             | Tiri di rigore 6 – 5 |               |

| Arbitro: | Raffaele Del Vecchio |

|             |           |                         |
| Cibelli 67’ | Marcatori | 78’ Protti 95’ Tellinai |

### Secondo turno
Si affrontano le vincenti del primo turno; la vincente passa al 4º turno e la perdente al 3º turno.
| Arbitro: | Emiliano Albani |

|           |                      |               |
| Aruta 78’ | Marcatori            | 90+1’ Casadei |
|           | Tiri di rigore 5 – 3 |               |

Si affrontano le perdenti del primo turno; la perdente viene eliminata.
| Arbitro: | Salvatore Tuttifrutti |

|  |                      |  |
|  | Tiri di rigore 3 – 4 |  |

### Terzo turno
Si affrontano le prime classificate dei due gironi.
| Arbitro: | Daniele D'Adamo |

|                         |           |  |
| Fantini 64’ Morelli 83’ | Marcatori |  |

Si affrontano la perdente della prima partita del secondo turno e la vincente della seconda partita.
| Arbitro: | Johnny Casanova |

|  |           |                                |
|  | Marcatori | 12’ Cardini 60’ (rig.) Cibelli |

### Quarto turno
Si affrontano le vincenti delle prime partite del secondo e del terzo turno.
| Arbitro: | Cristiano Ascari |

|             |           |  |
| Morelli 81’ | Marcatori |  |

Si affrontano la perdente della prima partita del terzo turno e la vincente della seconda partita.
| Arbitro: | Luca Barbeno |

|  |           |                              |
|  | Marcatori | 81’ (rig.) Cibelli 89’ Valli |

### Quinto turno
Si affrontano la perdente della prima partita e la vincente della seconda del quarto turno.
| San Marino 23 maggio 2013, ore 21:00 UTC+2          | Tre Penne | 1 – 0 | La Fiorita | Campo sportivo di Fonte dell'Ovo |
| \| \| \| \| \| Michajlovskij 76’ \| Marcatori \| \| |           |       |            |                                  |
|                                                     |           |       |            |                                  |
| Michajlovskij 76’                                   | Marcatori |       |            |                                  |

### Finale
Si affrontano le vincenti della prima partita del quarto turno e del quinto turno.
| Arbitro: | Leonardo Guidi |

|  |                      |  |
|  | Tiri di rigore 3 – 5 |  |

## Verdetti
- Tre Penne Campione di San Marino 2012-2013 e qualificato alla UEFA Champions League 2013-2014.
- La Fiorita (detentrice della Coppa Titano 2012-2013) e Libertas ammesse alla UEFA Europa League 2013-2014.

## Classifica marcatori
| Gol |  |  | Giocatore              | Squadra        |
| --- |  |  | ---------------------- | -------------- |
| 17  |  |  | Denis Iencinella       | Fiorentino     |
| 17  |  |  | Alberto Cannini        | Juvenes/Dogana |
| 11  |  |  | Franklin Silva Bahiano | Domagnano      |
| 11  |  |  | Giorgio Mariotti       | Juvenes/Dogana |
| 10  |  |  | Valentin Grigore       | Cosmos         |
| 10  |  |  | Marco Ugolini          | San Giovanni   |
| 10  |  |  | Enrico Cibelli         | Tre Penne      |
| 9   |  |  | Andrea Moroni          | Tre Penne      |
| 9   |  |  | Adnan Rais             | Murata         |
| 9   |  |  | Marco Casadei          | Murata         |
| 8   |  |  | Niccolò Zennaro        | Libertas       |
| 8   |  |  | Omar Tomassoni         | Pennarossa     |
| 7   |  |  | Mirco Ricci            | Cailungo       |
| 7   |  |  | Simone Pacini          | Folgore        |
| 7   |  |  | Tiziano Mottola        | La Fiorita     |
| 7   |  |  | Marco Fantini          | Libertas       |

## Statistiche
Stagione regolare (gironi A e B)
- Maggior numero di vittorie:  Libertas e  La Fiorita (13)
- Minor numero di sconfitte:  Libertas (1)
- Migliore attacco:  Fiorentino e  Libertas (36 gol fatti)
- Miglior difesa:  Libertas (13 gol subiti)
- Miglior differenza reti:  Libertas (+23)
- Maggior numero di pareggi:  Folgore (9)
- Minor numero di pareggi:  Tre Penne e  Tre Fiori (2)
- Minor numero di vittorie:  Virtus e  Juvenes/Dogana (3)
- Maggior numero di sconfitte:  Tre Fiori e  Virtus (14)
- Peggiore attacco:  Virtus (15 gol fatti)
- Peggior difesa:  San Giovanni (39 gol subiti)
- Peggior differenza reti:  Virtus (-20)
- Partita con più reti:  Virtus -  Cailungo 4-5 (9)
- Partita con maggiore scarto di gol:  Libertas -  Cailungo 6-1,  Pennarossa -  Murata 0-5 (5)
- Maggior numero di reti in una giornata: 27 (20ª giornata)
- Minor numero di reti in una giornata: 7 (4ª giornata)

Play-off
- Migliore attacco:  Tre Penne (6 gol fatti)
- Peggior attacco:  Folgore (0 gol fatti)
- Maggior numero di vittorie[1]:  Tre Penne (3)
- Minor numero di vittorie[1]:  La Fiorita  Cosmos  Folgore (0)
- Partita con più reti:  Tre Penne -  Murata 1-2 (d.t.s) (3)
- Partite con maggiore scarto di gol:  Libertas- Folgore 2-0 e  Folgore -  Tre Penne 2-0 (2)
- Partite terminate ai supplementari:  Tre Penne -  Murata 1-2
- Partite terminate ai rigori:  La Fiorita -  Cosmos 6-4,  La Fiorita -  Murata 5-3,  Cosmos -  Tre Penne 3-4,  Libertas -  Tre Penne 5-3